# ژوویان
ژوویان با نام کامل فلاویوس ژوویانوس (به لاتین: Flavius Jovianus) (زادهٔ در حدود ۳۳۰ یا ۳۳۱ - درگذشتهٔ ۱۷ فوریه ۳۶۴) امپراتور روم از ۳۶۳ تا ۳۶۴ بود.

## زندگینامه

### سال‌های آغازین
زوویان در ۳۳۰ یا ۳۳۱ در سینگیدونوم (بلگراد امروزی در صربستان) زاده شد. پدرش وارونیانوس، فرماندهٔ محافظان سلطنتی کنستانتیوس دوم بود و ژوویان نیز کارش را در همان نیرو آغاز کرد. او در ابتدا زیر پرچم کنستانتیوس دوم بود و پس از او به خدمت ژولیان درآمد و در ۳۶۳ همچون پدرش به فرماندهی محافظان رسید.

### رسیدن به امپراتوری و صلح با ایران
ژوویان در لشکرکشی ژولیان به پادشاهی ساسانی شرکت داشت و پس از کشته‌شدن او در طول نبرد در ۲۶ ژوئن ۳۶۳ از سوی سپاهیان به‌عنوان امپراتور جدید روم انتخاب شد. ژوویان برای هرچه زودتر خارج کردن سپاهیانش از ایران پیمان‌نامهٔ صلحی را با شاپور دوم امضا کرد. بر پایهٔ این معاهده، تمام سرزمین‌های رومیان در شرق رودخانه فرات همراه با شهرهای سنگارا (سنجار امروزی در عراق)، نیسیبیس (نصیبین امروزی در ترکیه) و بخش بزرگی از ارمنستان‌ به ایران واگذار شد. برخی از هم‌عصران ژوویان این پیمان‌نامه را بسیار حقارت‌آمیز دانسته و معتقد بودند که سپاه روم به‌جای عقب‌نشینی توانایی ادامهٔ نبرد با ایرانیان را داشت.

### احیای مسیحیت
ژولیان فقید امپراتوری مرتد بود و آئین بت‌پرستی را باری دیگر جایگزین مسیحیت کرده بود. اما ژوویان پس از بازگشتش به روم این اقدام امپراتور پیشین را محکوم نمود و مسیحیت را دوباره به آن سرزمین بازگرداند. او که خود فردی مسیحی بود انجام اعمال جادوگری را ممنوع و هدیه دادن به کلیسا را احیا نمود  با این همه، در برابر بت‌پرستان رواداری داشت و پرستشگاهی را نبست. همچنین در برابر پیروان آریوس که آریان نامیده می‌شدند فرمانی نداد.

### مرگ
ژوویان که مدت زیادی را در شرق روم گذرانده بود و می‌دانست دور ماندنش از پایتخت، به ویژه پس از امضای عهدنامهٔ صلح تحقیرآمیزش با شاپور دوم، می‌تواند به تزلزل جایگاه او به‌عنوان امپراتور بینجامد، هرچه سریعتر به سوی قسطنطنیه حرکت کرد.
ژوویان انتاکیه را در اواسط زمستان ترک کرد و از مسیر آسیای صغیر (ترکیه امروزی) به راه افتاد. اما پس از رسیدن به شهر داداستانا در مرز بیثینیا و گالاتیا او را یک روز صبح در رختخوابش مرده یافتند. دلایل گوناگونی برای مرگ او ذکر شده‌است از جمله مرگ بر اثر مسمومیت ناشی از بخارات سمی گچ تازهٔ اتاق، دی‌اکسید کربن حاصله از دود آتش یا سوءهاضمهٔ شدید ناشی از خوردن زیاد. در عین‌حال هیچ اشارهٔ دقیقی به بروز خشونت در مرگ او نشده‌است.